# Bronson (Michigan)
Pour les articles homonymes, voir Bronson.
Bronson est une cité du comté de Branch, dans l'État du Michigan, aux États-Unis. En 2020, sa population était de 2 307 habitants.